# Michael Thonet

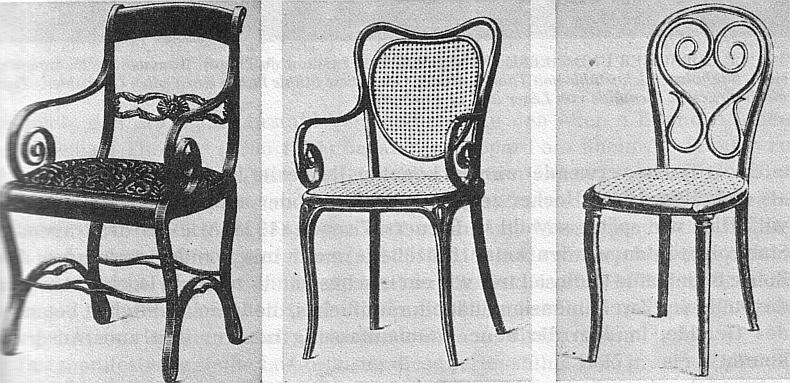
Cadires de fusta corbada de Michael Thonet, 1850.

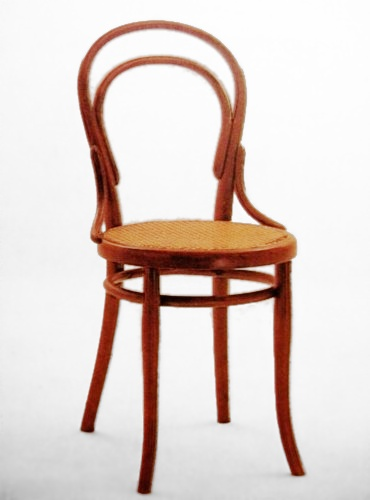
Cadira núm. 14

Michael Thonet (Boppard, Alemanya, 2 de juliol de 1796 – Viena, Imperi Austrohongarès, 3 de març de 1871) fou un constructor de mobles i industrial, pioner del disseny modern de mobles i creador de la tècnica del corbat de la fusta.

## Biografia
Michael era fill del mestre Franz Anton Thonet, de Boppard. Es va establir com a professional el 1819. Un anys més tard es casà amb Anna Grahs. Des de 1830 va experimentar noves tècniques per laminar i corbar la fusta a fi d'obtenir-ne formes que evitessin els costosos sistemes de modelatge a base de cisell i d'unions mitjançant assemblatges. Va adquirir més independència adquirint una fàbrica de cola per als seus dissenys.
El seu primer èxit va ser la Bopparder Schichtholzstuhl («cadira Boppard») el 1836. A la fira de Coblença del 1841, es va trobar amb el príncep Klemens Wenzel von Metternich, que es va reconèixer entusiasta dels seus mobles i el va invitar a la cort vienesa. Al següent any, Thonet va presentar els seus dissenys a la família imperial i després de vendre el seu establiment va decidir traslladar-se a Viena amb la seva família. Allà va treballar amb els seus fills en la decoració interior del Palau Liechtenstein.
Thonet va obtenir una primera patent el 1841 per al doblat en calent de la fusta, patent que li va permetre millorar la seva organització a escala industrial. La invenció consistia a sotmetre làmines de fusta amarades de cola a la calor i la humitat produïts pel vapor, per tal d'obtenir una massa compacta, elàstica i flexible que havia de sotmetre tot seguit a pressió i al modelatge en formes especials. Una vegada assolit el grau necessari de refredat, es treien els motlles i la fusta es presentava llista en la mida i dibuix corresponent a les peces dels diferents mobles, que després s'ensamblaven de manera molt simple emprant cargols.
L'any 1849 va fundar l'empresa Gebrüder Thonet prop de Viena. El 1850 va produir la seva cadira Número 1. La fira internacional de Londres de 1851 li va concedir la medalla de bronze per la seva cadira Viena, cosa que va suposar el seu llançament internacional. A la següent Fira internacional a París de 1855, se li va concedir la medalla de plata. El 1856 va obrir una nova factoria a Koryčany, Moràvia.

## Producció
- La núm. 14 de 1859 -coneguda com a Kaffeehausstuhl Nr. 14, «cadira de cafè núm. 14» - és encara coneguda com la «cadira de les cadires» amb una producció de més de 30 milions fins al 1930. Per ella, se li va concedir una medalla d'or a l'empresa de Thonet a la fira de París de 1867.
- El 1860 va dissenyar el seu primer balancí, el qual es considera la seva obra mestra i que és el precursor dels actuals balancins de tot el món.

El Museu d'Arts Aplicades-MAK de Viena allotja la major col·lecció d'originals Thonet d'Àustria.